# Distance (古内東子のアルバム)
『Distance』（ディスタンス）は、1993年11月21日に発売された古内東子2作目のスタジオ・アルバム (CD:SRCL-2793)。

## 解説
デビュー・アルバム『SLOW DOWN』から9か月後に発売されたセカンド・アルバム。

## 収録曲
- 全曲作詞・作曲・ボーカル・アレンジ：古内東子

1. Distance
編曲：遠藤亮
2. 逢いたいから
編曲：遠藤亮
MBS・TBS系JTドラマBOX「デザートはあなた」テーマ曲
3. BYE
編曲：十川知司
4. もしかしたら
編曲：田辺恵二
5. こたえないで
編曲：十川知司
「逢いたいから」のカップリング曲。
6. キッスの手前
編曲：遠藤亮
7. I miss you
編曲：田辺恵二
8. きっと
編曲：田辺恵二
9. ここにいる
編曲：十川知司
10. Room
編曲：田辺恵二
11. 友達
編曲：十川知司

## 参加ミュージシャン
| Distance - Piano: 中西康晴 - A.guitar: 吉川忠英 - E.guitar: 松原正樹 - Drums: 青山 純 - Bass: 美久月千晴 - Percussion: 三沢またろう - Tp: 小林正弘、菅坂雅彦 - Tb: 平内保夫、松本治 - Syn.Manipulation: 田辺恵二 - Recorded & Mixed by 井上うに - Arrangement & Additional Production: 遠藤 亮 逢いたいから - Piano: 島 健 - A.guitar: 吉川忠英 - E.guitar: 土方隆行 - Drums: 江口信夫 - Bass: 美久月千晴 - Percussion: 浜口茂外也 - Syn.Manipulation: 田辺恵二 - Recorded & Mixed by 井上うに - Arrangement & Additional Production: 遠藤 亮 BYE - A.guitar: 笛吹利明 - E.guitar: 是永巧一 - Drums: 野口明彦 - Bass: BAGAVOND - Percussion: 浜口茂外也 - Syn.Manipulation: 森 達彦 - Recorded & Mixed by 井上うに - Arrangement & Additional Production: 十川知司 もしかしたら - Accordion: 小林靖宏 - Piano: 中西康晴 - Ukulele: 吉川忠英 - Recorded & Mixed by 手塚雅夫 - Arrangement & Additional Production: 田辺恵二 こたえないで - A.guitar: 笛吹利明 - E.guitar: 是永巧一 - Drums: 小田原 豊 - Bass: BAGAVOND - Percussion: 浜口茂外也 - Syn.Manipulation: 森 達彦 - Recorded & Mixed by 井上うに - Arrangement & Additional Production: 十川知司 | キッスの手前 - Piano: 中西康晴 - A.guitar: 笛吹利明 - E.guitar: 会津良一 - Drums: 小田原 豊 - Bass: 美久月千晴 - Percussion: 浜口茂外也 - Tp: 小林正弘、菅坂雅彦 - Tb: 平内保夫、松本治 - Syn.Manipulation: 田辺恵二 - Recorded & Mixed by 井上うに - Arrangement & Additional Production: 遠藤 亮 I miss you - Piano: 中西康晴 - A.guitar: 吉川忠英 - Alto Saxophone：土岐英史 - Recorded & Mixed by 手塚雅夫 - Arrangement & Additional Production: 田辺恵二 きっと - Piano: 古内東子 - A.guitar: 吉川忠英 - Drums: 宮田繁男 - Recorded & Mixed by 手塚雅夫 - Arrangement & Additional Production: 田辺恵二 ここにいる - Pedal Steel: 今 剛 - A.guitar: 笛吹利明 - E.guitar: 是永巧一 - Drums: 小田原 豊 - Bass: BAGAVOND - Percussion: 浜口茂外也 - Syn.Manipulation: 森 達彦 - Recorded & Mixed by 井上うに - Arrangement & Additional Production: 十川知司 Room - Piano: 古内東子 - Recorded & Mixed by 手塚雅夫 - Arrangement & Additional Production: 田辺恵二 友達 - Conductor: 中西勝昭 - Strings: 飛鳥Strings - Piano: 倉田信雄 - Bass Clarinet: 南川 肇 - Recorded & Mixed by 井上うに - Arrangement: 十川知司 |